# Stephanie McMillan
Ne doit pas être confondu avec Stephenie McMillan.
Pour les articles homonymes, voir McMillan.
Stephanie McMillan (née en 1965) est une caricaturiste politique, éditorialiste et militante américaine. Elle a publié plusieurs bandes dessinées militantes, traduites en français.
Originaire du sud de la Floride, elle est la petite-fille du réalisateur de cinéma d'animation Hans Fischerkoesen. Depuis ses études, elle organise des manifestations contre le capitalisme.

## Publications
Bandes dessinées traduites en français
- Stephanie McMillan (trad. Jessica Aubin et Damien Robin, ill. Stephanie McMillan), Résister à l'écocide, Éditions Libre, coll. « Cultures de résistance », 2022, 160 p. (ISBN 9782490403462).
- Derrick Jensen (trad. Pierre Géhenne et Vincent Henry, ill. Stephanie McMillan), Pendant que la planète flambe : 50 gestes simples pour continuer à nier l'évidence, Éditions Libre et éditions La Boîte à Bulles, coll. « Cultures de résistance », 224, 2022 p. (ISBN 9782490403448).
- Stephanie McMillan (trad. Jessica Aubin, ill. Stephanie McMillan), Mort au capitalisme ! : Livre de coloriage !, Éditions Libre, 2018, 40 p. (ISBN 9782955678299).